# Повстяна вишня
Слива повстяна, мікровишня повстяна, повстяна вишня (Prunus tomentosa, рідше Cerasus tomentosa) — вид вишні, роду слива (Prunus).

## Поширення
Батьківщиною вишні повстистої є Китай, Корея і Монголія, де вона росте в дикому вигляді. Але, як культура вона широко розповсюдилась із середини XX століття в садах помірного поясу Європи і Північної Америки.

## Морфологічні й біологічні особливості

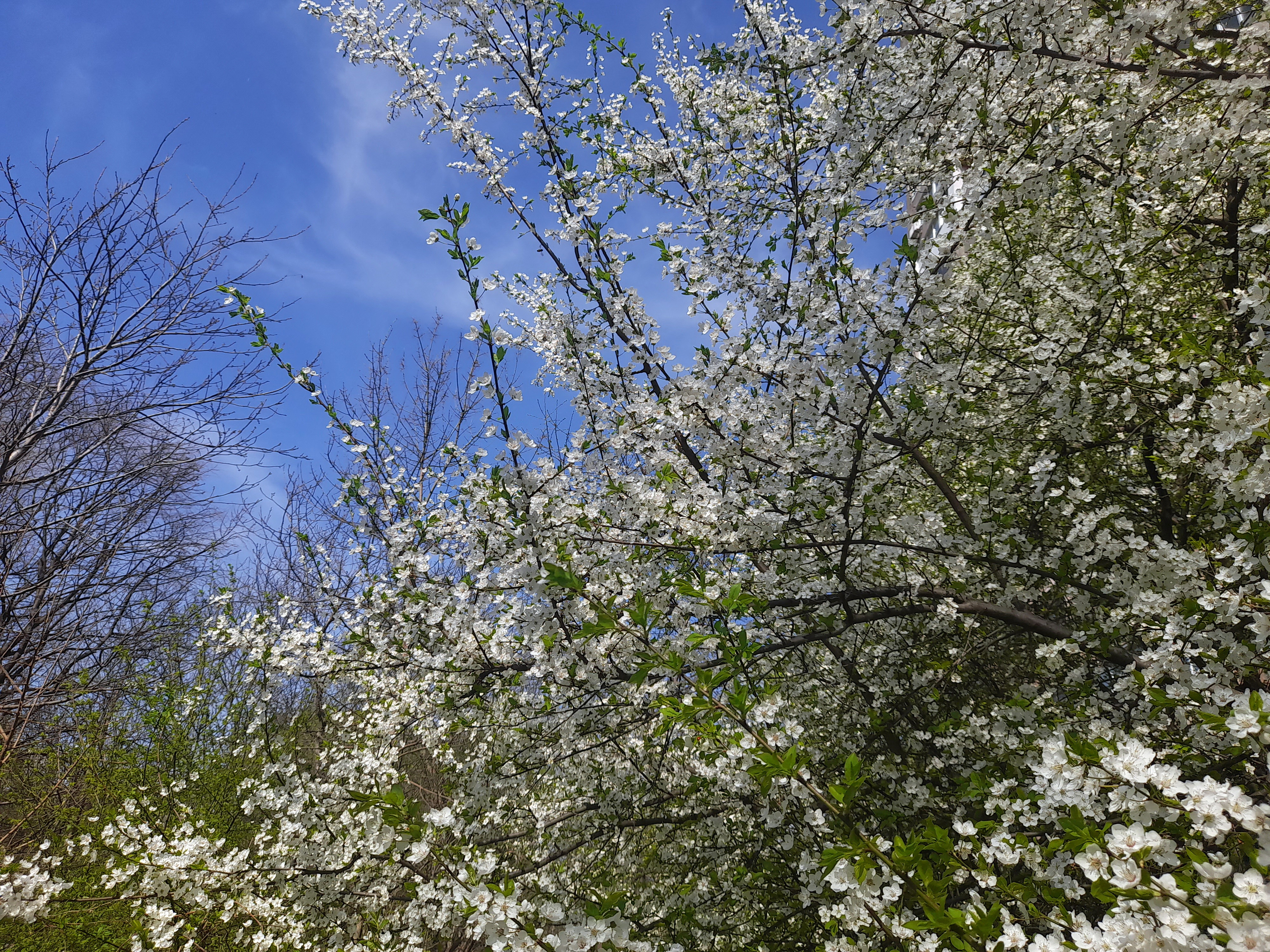
Ви́шня повстиста в квітні

Вишня повстиста — це кущ заввишки 2—2,5 м, діаметр крони 1,5—2 м. Можна сформувати і невелике деревце. Тривалість життя куща — 15—18 років. Листки невеликі, овальні, гофровані, з нижнього боку повстисто-опушені, черешки короткі. Генеративні бруньки формуються на однорічних пагонах. Отже, для одержання високих урожаїв слід стимулювати щорічний приріст.
Цвіте рано, за два тижні до цвітіння вишні звичайної, навіть за несприятливих погодних умов запилюється добре. Квітки білі, білі з рожевим (рідше рожеві), діаметром до 2,5 см. Квітки витримують зниження температури до мінус 2— 3°. В п'яти-шестирічному віці урожай становить 4—8 кг з куща. Плоди масою 2—3 г. світло-червоні, приємного кислувато-солодкого смаку.

## Вирощування
В садах повстиста вишня часто вирощується як декоративна культура, хоча її плоди їстівні і за смаковими якостями не поступаються іншим вишням, а з одного куща збирають до 12 кг ягід (рідко — до 15 кг).
Вишня повстиста невимоглива до ґрунтів, але надає перевагу сонячним місцям. В тіні і при дощовій погоді в період дозрівання ягоди підгнивають на гілці. Достиглі ягоди майже не осипаються, а висушені інколи залишаються на гілках до весни. Набагато морозостійкіша за інші види вишень, але під час цвітіння також погано переносить похолодання. На відміну від решти видів вишень, досить стійка проти кокомікозу, проте чутлива до моніліального опіку.
Вишня повстиста самостерильна, хоча на одному кущі є і жіночі, і чоловічі Квітки. Тому потрібно висаджувати 3-5 кущів. Дає також багато кореневої порослі, яку можна розсаджувати.

## Цінність і практичне використання

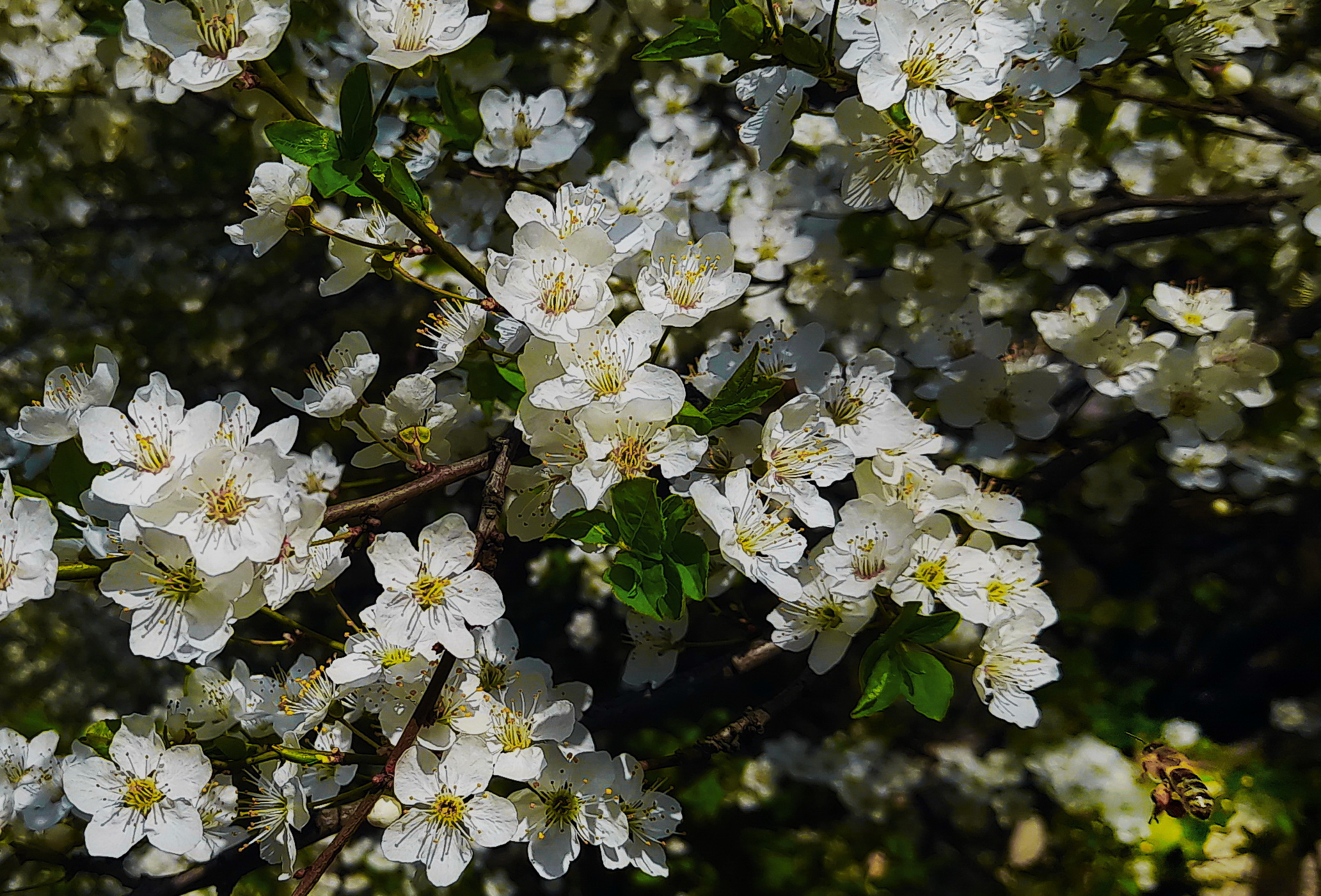
Ви́шня повстиста в квітні 2024 р.

Вишня повстиста починає плодоносити на третій рік після садіння. Її плоди дрібніші порівняно з вишнею звичайною, але містять багато вітаміну С (30—35 мг%) і Р-вітамінних сполук. Цукристість плодів становить 7—12% (в основному глюкоза та фруктоза), кислотність — близько 1% від маси плоду. Їх споживають свіжими (достигають раніше за плоди вишні звичайної), а також у вигляді варення, соків, компотів, джему. Споживання свіжих плодів і в переробленому вигляді підвищує апетит, регулює роботу кишківника.
Вишня повстиста є доброю карликовою підщепою для сливи і аличі. Її також використовують як декоративну рослину.

## Галерея
| Квітучий кущ | Листя | Квітка | Кущ з ягодами |